# Nerf (hout)

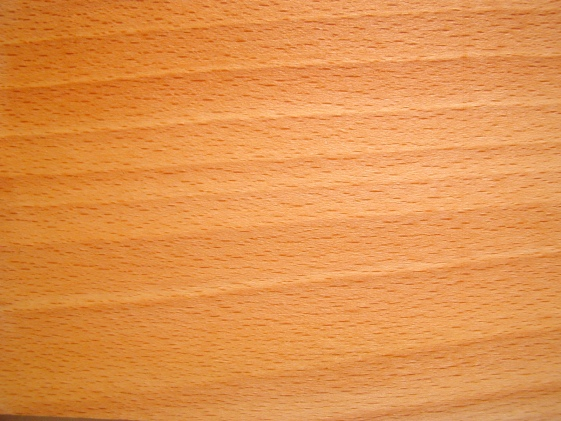
Beuken is fijn van nerf: houtvaten hier niet zichtbaar

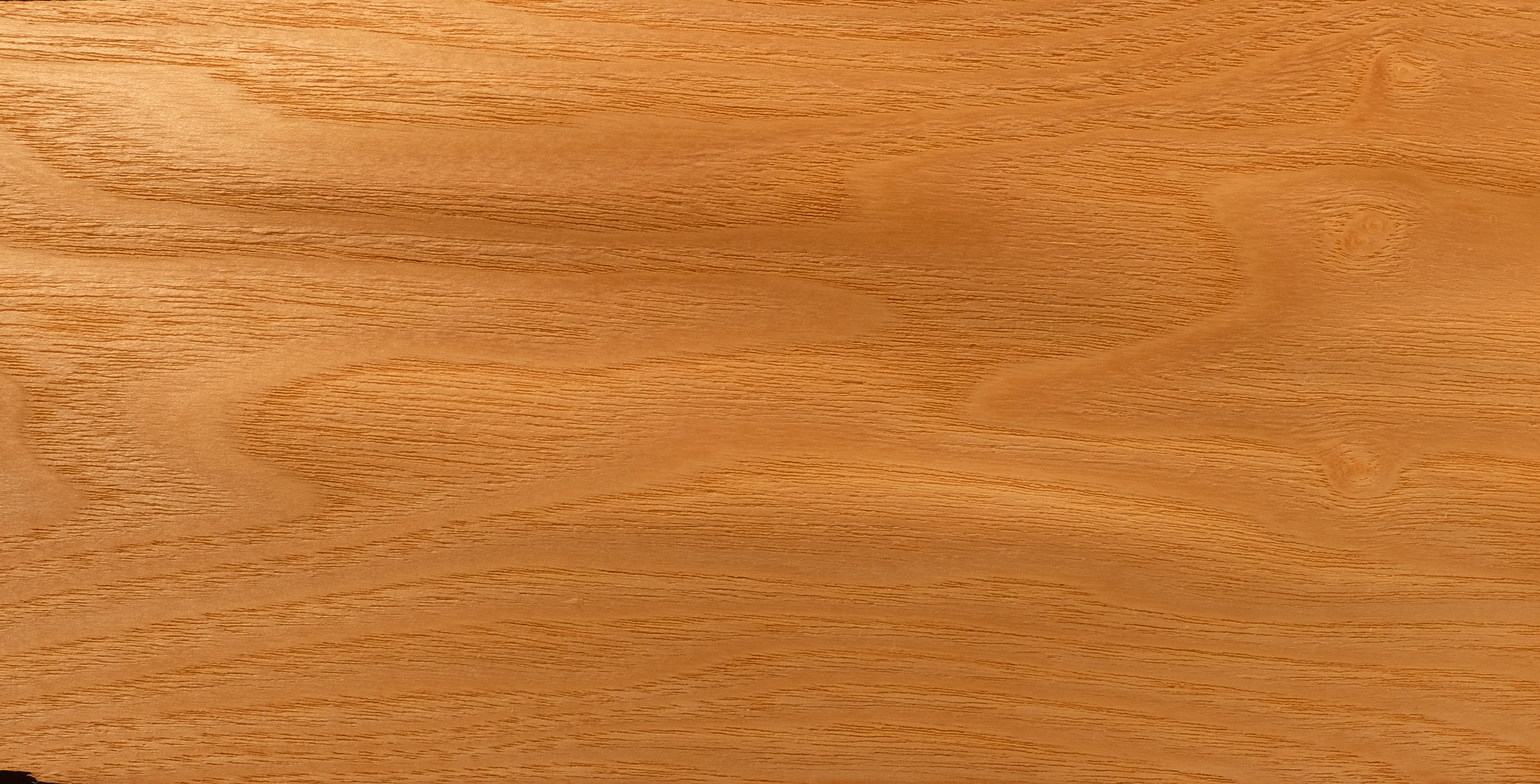
Essen is grof van nerf: er zijn grote houtvaten zichtbaar, in een vlamtekening

De nerf van hout is een maat voor hoe fijn de structuur van loofhout is. Anders gezegd, en meer praktisch beschouwd, een maat voor hoe glad een houtoppervlak af te werken is. De belangrijkste factor is de diameter van de houtvaten. Hoe kleiner de houtvaten zijn, des te 'fijner is de nerf'. 
Het betreft hier een eigenschap van de betreffende houtsoort: verschillende houtsoorten verschillen in hoe grof of hoe fijn de nerf is. 
De houtnerf is al dan niet zichtbaar op gezaagd of anders bewerkt hout. Bij het afwerken van hout kan rekening worden gehouden met de nerf omdat dit van invloed kan zijn op het uiterlijk van het uiteindelijk vervaardigde product.
De nerf moet niet verward worden met de draad van het hout of de tekening van het hout.